# Bearded Collie
Il Bearded Collie è una razza canina di origine britannica riconosciuta dalla FCI (Standard N. 271, Gruppo 1, Sezione 1).
In origine, il termine collie si riferiva ad un gruppo di razze da pastore definite appunto Collie-type: tutte condividevano l'origine britannica, un aspetto simile e simili attitudini da lavoro (intelligenza, sensibilità, istinto di conduzione e collaborazione con l’uomo). Tra loro ricordiamo: il Border Collie, il Bearded Collie, l'English Shepherd, l'Old English Sheepdog, il Rough Collie, lo Shetland Sheepdog, lo Smooth Collie e il Welsh Sheepdog. 

## Storia
La storia di questa razza è da far risalire ai cani introdotti in Europa dai Magiari, il popolo che si insediò nell'odierna Ungheria e proveniente dall'Asia settentrionale. Da questi cani da pastore derivarono numerose razze, tra le quali ricordiamo il Pumi, il Puli e il cane da pastore di Vallée.
Nel 1514, Kazimierz Grabski, un commerciante polacco, sbarcò in Scozia portando con sé alcuni cani da gregge a pelo lungo, probabilmente dei cane da pastore di Vallée (PON), i quali si dimostrarono talmente validi nel lavoro con le pecore che gli allevatori locali vollero barattarne una coppia con alcune loro pecore. Da questi cani, successivamente incrociati con pastori scozzesi, derivarono gli Highland collie. Nel 1912 prende l'avvio una nuova selezione di "collie barbuti" ad opera del primo club di tutela del bearded collie.
Con la prima guerra mondiale, si rischiò l'estinzione della razza ma grazie all'intervento di Mrs. Willinson il pericolo viene scongiurato; dopo varie difficoltà, si trovarono infatti due soggetti dalla cui unione discende l'attuale bearded collie. Nel 1964 viene ufficialmente riconosciuta come razza e viene approvato il primo standard.

## Descrizione
Il cane in genere nasce con una coda lunga, bassa e non torta. I colori sono grigio ardesia, fulvo, nero e blu, tutti i toni del grigio, marrone rossiccio e sabbia, con o senza macchie. Pelo di copertura piatto, ruvido, forte e ispido, di tessitura non lanuginosa, non a boccoli. Sottopelo morbido e fitto. Le orecchie di media dimensione e pendenti. In allerta, si rizzano alla base fino al livello della sommità del cranio. La testa è proporzionata alla taglia. Cranio largo, piatto e quadrato. Stop moderato. Muso forte, di lunghezza pare a quella del cranio dallo stop all'occipite.

## Carattere
È il cane ideale per tutte le età. Affettuosissimo e mai aggressivo con i bambini; sempre pronto a correre e giocare con i giovani; calmo, coccolone e paziente con gli adulti. Socievole, attivo e vivace, il Bearded, anche se ormai lontano dai pascoli, conserva in sé tutte le attitudini tipiche di un buon pastore.

## Cure
Per tenerlo in ordine è necessario spazzolarlo insistendo nelle zone dove si possono formare nodi: dietro le orecchie, sulle zampe e sul ventre. Per questo motivo, è importante abituare il cane fin da cucciolo ad essere manipolato. Dato il ricco mantello, è sempre bene prestare attenzione alla presenza di possibili parassiti.

## Consigli
Il bearded ubbidisce a tutti i membri della famiglia e accetta altri cani senza problemi. Il suo buon carattere e la spiccata intelligenza gli permettono perciò di adattarsi facilmente ad ogni situazione di convivenza. Basta ricambiare l'affetto che dona a tutti i membri del "branco umano" e il gioco è fatto.

## Diffusione
Nel 2012 l'ENCI ha contato 20 cuccioli iscritti ai libri genealogici, la sua diffusione è piuttosto in calo.

## Caratteristiche
| Adatto per  | Meno adatto per   |
| ----------- | ----------------- |
| Compagnia   | Difesa            |
| Agility dog | Protezione Civile |
| Sheepdog    | Guardia           |
|             | Fly ball          |
|             | Freestyle         |
|             | Obedience         |